# Râul Valea Florilor
Râul Valea Florilor este curs de apă, afluent al râului Șipot.

## Hărți
- Harta Județului Brașov
- Harta Orașului Brașov
- Harta Munților Postăvaru  Arhivat în 3 august 2008, la Wayback Machine.